# Gymnanthera
Gymnanthera là chi thực vật có hoa trong họ Apocynaceae.

## Phân bố
Chi này là bản địa Trung Quốc, Đông Nam Á và Australia.

## Các loài
Các loài lấy theo Plants of the World Online, The Plant List.
- Gymnanthera cunninghamii (Benth.) P.I.Forst., 1991: Đặc hữu Australia.
- Gymnanthera oblonga (Burm.f.) P.S.Green, 1992: Rộng khắp vùng phân bố; bao gồm Borneo, Campuchia, Java, Malaysia bán đảo, New Guinea, Philippines, Thái Lan, Úc (Lãnh thổ Bắc Úc, Queensland, Tây Úc), đông nam Trung Quốc (cả đảo Hải Nam), Việt Nam. Tên gọi trong tiếng Việt: Lõa ti giả, lõa hùng.